# Zicca nigropunctata
Zicca nigropunctata är en insektsart som först beskrevs av De Geer 1773.  Zicca nigropunctata ingår i släktet Zicca och familjen bredkantskinnbaggar. Inga underarter finns listade i Catalogue of Life.